# Josh Risdon
Joshua Risdon (Bunbury, Nyugat-Ausztrália, 1992. július 27. –) ausztrál válogatott labdarúgó, aki jelenleg a Western United játékosa.

## Pályafutása

### Klubcsapatban
2010. november 28-án debütált a Perth Glory első csapatában a North Queensland Fury elleni bajnoki találkozón. Ezen a mérkőzésen kívül még 5 bajnokin kapott lehetőséget a szezon során. 2017 májusában elhagyta a klubot és a Western Sydney Wanderers csapatához igazolt. 2019. február 2-án két éves szerződést írt alá az újonc Western United csapatával.

### A válogatottban
2015. november 17-én mutatkozott be az ausztrál labdarúgó-válogatottban a Banglades elleni 2018-as világbajnokság-selejtező mérkőzésen. Részt vett a 2018-as labdarúgó-világbajnokságon és a 2019-es Ázsia-kupán.

## Statisztika
| Válogatott | Szezon   | Mérkőzés | Gól |
| ---------- | -------- | -------- | --- |
| Ausztrália | 2015     | 1        | 0   |
| Ausztrália | 2016     | 2        | 0   |
| Ausztrália | 2017     | 2        | 0   |
| Ausztrália | 2018     | 8        | 0   |
| Ausztrália | 2019     | 1        | 0   |
| Összesen   | Összesen | 14       | 0   |